# Viktor Plasil
Viktor Plasil (Wenen, 5 december 1926 - aldaar, 1 september 2009) was een Oostenrijkse jazzdrummer.

## Carrière
Plasil was sinds 1943 actief als muzikant en trad vervolgens op met Herbert Mytteis en Ernst Landl in de Steffl-Diele. Daarna werkte hij onder Landl en in de band Hot Club Vienna, die bestond tot 1949 en die onder Hans Koller het wel belangrijkste jazzcombo in Oostenrijk was in de vroege na-oorlogse jaren. Er kwamen verbintenissen bij het Harmona Orchester Othmar Serha, Record Melodiker, de Standard Jazz Band en het Tanzorchester Horst Winter. Verder speelde hij in het orkest van Johannes Fehring. Hij behoorde ook tot het symfonisch jazzorkest van de RAVAG. In 1954 formeerde hij met Joe Zawinul, Carl Drewo, Hans Salomon en Dick Murphy de Austrian All Stars, die tot 1957 bestonden en ook optraden en opnamen met Friedrich Gulda (Vienna Jazz Workshop). Hij behoorde ook tot het Zawinul Trio (met Johnny Fischer). In 1957 ging hij met Zawinul, Bud Shank, Bob Cooper en Albert Mangelsdorff op tournee. Daarna was hij bij het Michael Starch Trio, dat ook speelde met Eddie Lockjaw Davis en weer met het sextet van Hans Koller. Als lid van de band van Fatty George was hij betrokken bij de opname van H.C. Artmann met zijn uitzending van Villon-gedichten. Eind jaren 1960 speelde hij bij het Rudi Wilfer Trio en in de ORF Big Band. Verder nam hij op met Topsy Küppers.

## Overlijden
Plasil, die volgens Jazz Podium in de beide eerste decennia na het einde van de oorlog in Oostenrijk de belangrijkste jazzdrummer was, overleed op 1 september 2009 op 82-jarige leeftijd na een langdurige ziekte. Hij werd bijgezet op de Wiener Zentralfriedhof.

## Discografie
- Bud Shank, Bob Cooper European Tour '57
- Hans Koller Exclusiv (1959–1963)

- Gemeinsame Normdatei: 104169119X
- International Standard Name Identifier: 0000 0001 2953 9833
- MusicBrainz: 1cde3ef5-0ef1-48cb-acf8-7594f0dc3c78
- Virtual International Authority File: 305181471
- WorldCat: E39PBJyRD8cRYKDbtwxBgcwKVC